# Ефимова, Екатерина Олеговна
Екатерина Олеговна Ефимова (р. 3 июля 1993, пос. Новоалександровск, Анивский район, Сахалинская область) — российская волейболистка, центральная блокирующая. Мастер спорта России международного класса.

## Биография
Начала заниматься волейболом в 2005 году в новосибирской ДЮСШ № 2. Первый тренер — М. В. Палкин. В 2010 году была принята в волейбольную команду «Луч» (Москва), являвшуюся базовой для молодёжной сборной России. В 2012—2013 годах выступала за нижегородскую «Спарту» в высшей лиге «А», а затем перешла в дебютировавшую в суперлиге «Уфимочку-УГНТУ». После того, как в 2014 году уфимский клуб по финансовым причинам опустился в высшую лигу «Б», Екатерина Ефимова заключила контракт с подмосковной командой «Заречье-Одинцово». В 2015 году начала сезон в «Омичке», но в конце октября того же года перешла в краснодарское «Динамо». В 2016—2018 годах выступала за красноярский «Енисей», в составе которого стала бронзовым призёром чемпионата России. В 2018—2021 годах играла за московское «Динамо». В 2021—2023 — игрок «Ленинградки». В 2023 году перешла в турецкий «Бешикташ», но в декабре того же года вернулась в Россию и заключила контракт ВК «Тулица» 
В 2015 году Екатерина Ефимова дебютировала в сборной России, став в её составе победителем розыгрыша Кубка Ельцина и серебряным призёром Гран-при. Через два года вновь была призвана в сборную, приняв в её составе участие в отборочном турнире чемпионата мира, Кубке Бориса Ельцина, Гран-при и чемпионате Европы.

### Клубная карьера
- 2010—2012 —  «Луч» (Москва);
- 2012—2013 —  «Спарта» (Нижний Новгород);
- 2013—2014 —  «Уфимочка-УГНТУ» (Уфа);
- 2014—2015 —  «Заречье-Одинцово» (Московская область);
- 2015 —  «Омичка» (Омск);
- 2015—2016 —  «Динамо» (Краснодар);
- 2016—2018 —  «Енисей» (Красноярск);
- 2018—2021 —  «Динамо» (Москва);
- 2021—2023 —  «Ленинградка» (Санкт-Петербург);
- 2023 —  «Бешикташ» (Стамбул);
- 2023—2024 —  «Тулица» (Тула)

## Достижения

### Клубные
- чемпионка России 2019;
  - серебряный призёр чемпионата России 2021
  - двукратный бронзовый призёр чемпионатов России — 2016, 2017.
- двукратный победитель розыгрышей Кубка России — 2015, 2018;
  - 3-кратный серебряный призёр Кубка России — 2017, 2019, 2020.
- победитель розыгрыша Суперкубка России 2018.
- победитель розыгрыша Кубка ЕКВ 2016.

### Со сборной России
- бронзовый призёр Кубка мира 2019.
- серебряный призёр Гран-при 2015.
- победитель Кубка Ельцина 2015.